# Erich Martini (Mediziner, 1843)

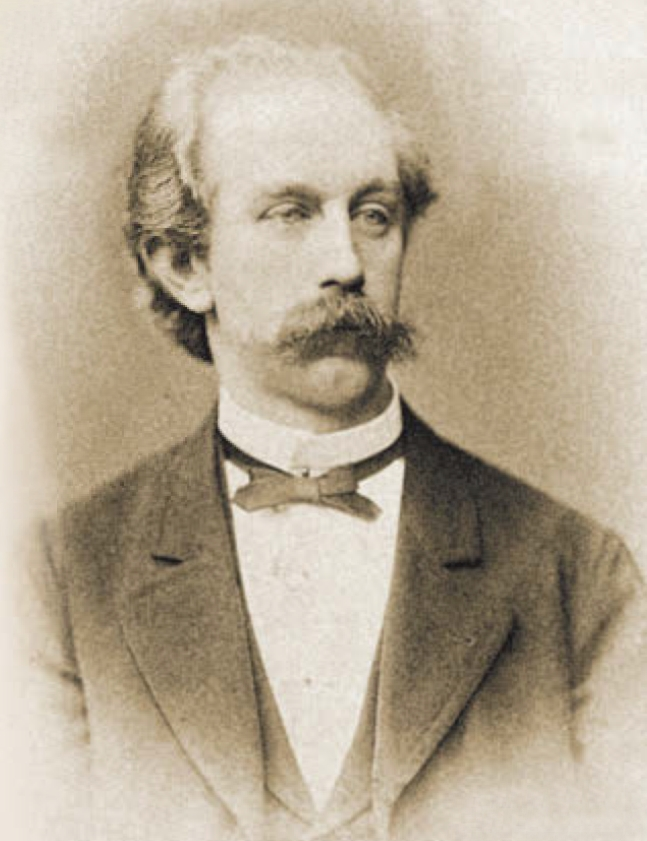
Erich Martini

Erich Karl Wilhelm Georg Martini (* 10. April 1843 in Schwerin; † 12. Februar 1880 in Hamburg) war ein deutscher Chirurg.

## Leben und Wirken

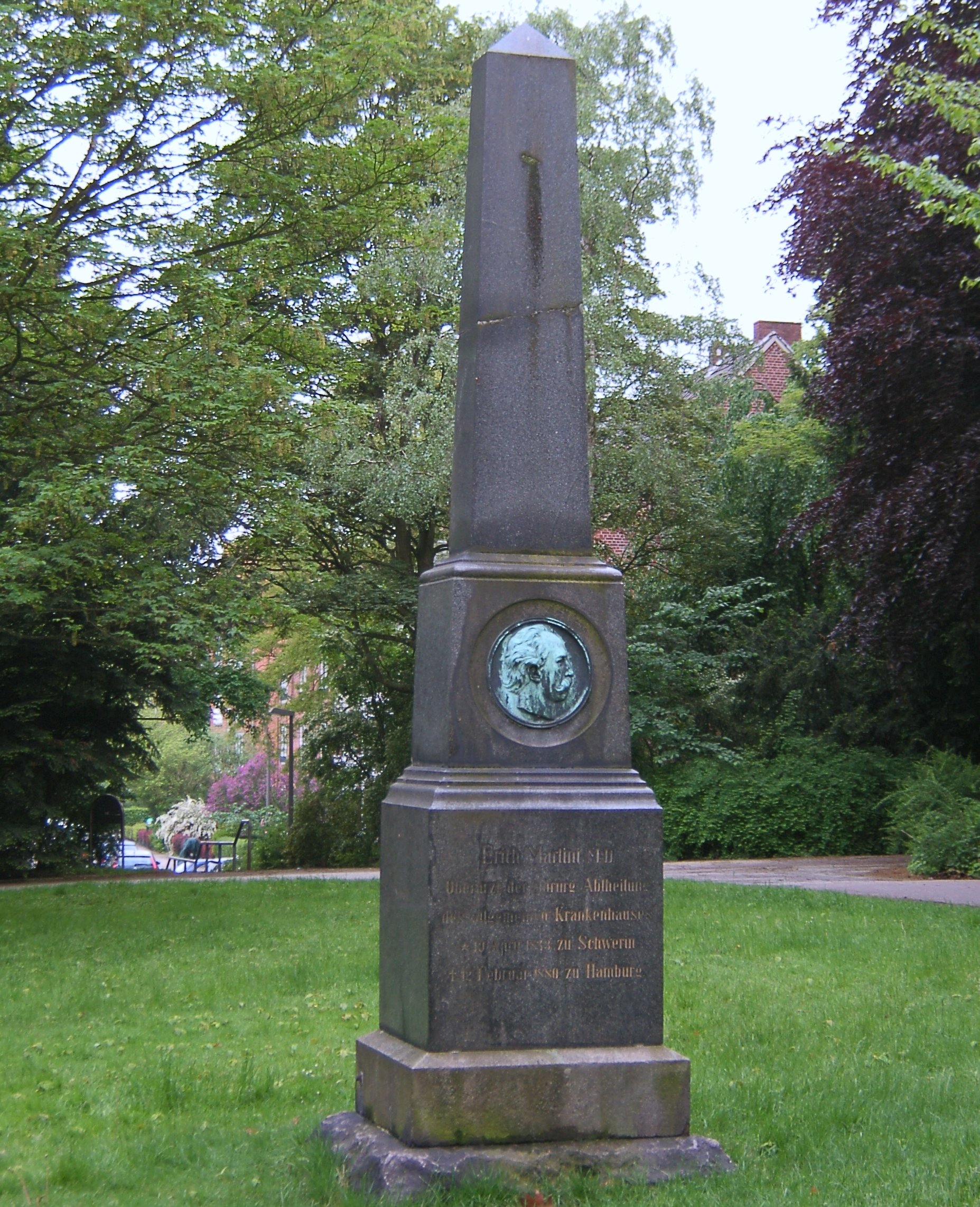
Grab von Erich Martini im Jacobipark in Hamburg-Eilbek, dem ehemaligen Friedhof von St. Jacobi

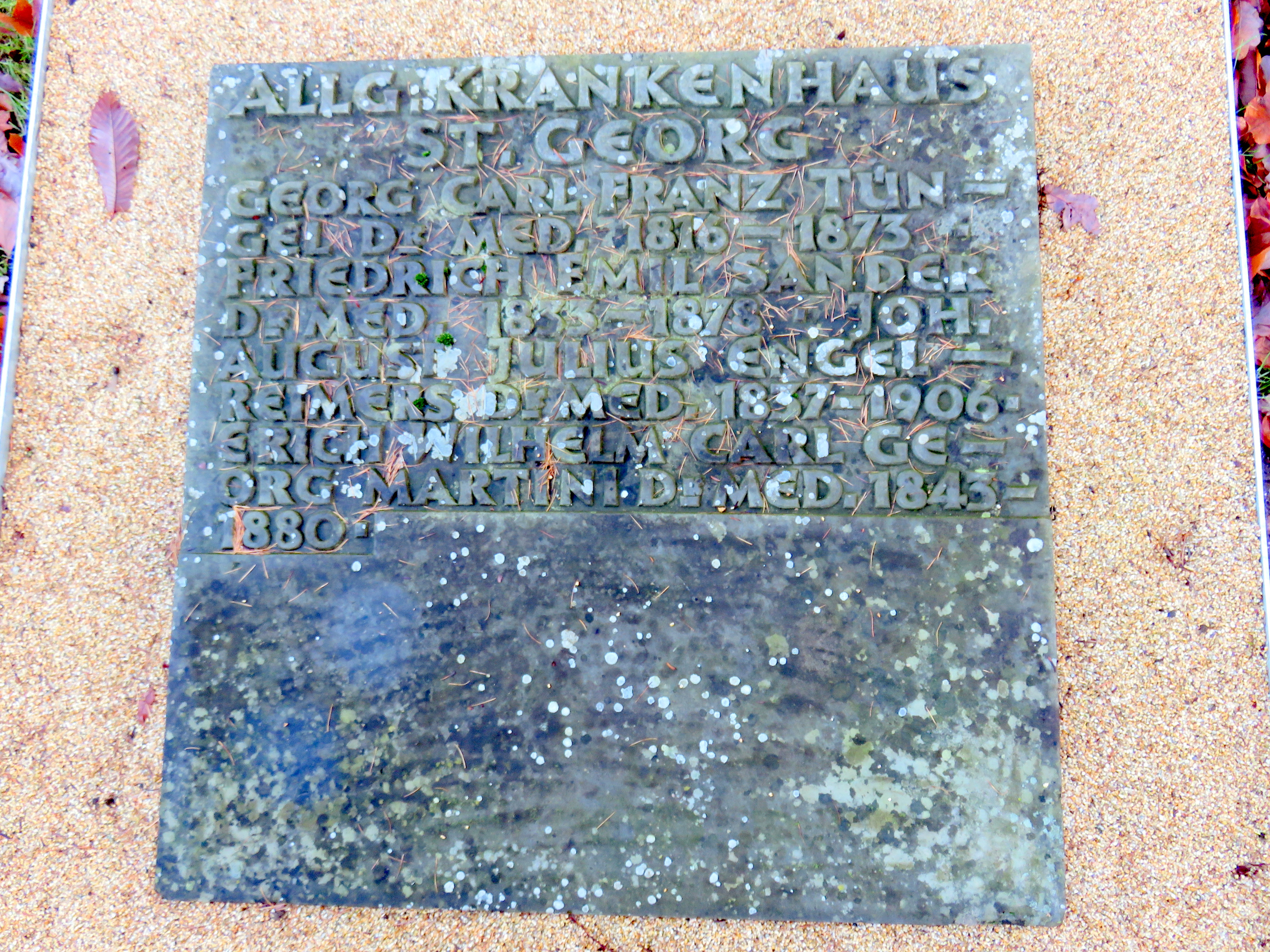
„Erich Wilhelm Carl Georg Martini“, Friedhof Ohlsdorf

Martini wurde in Schwerin als zweiter von fünf Söhnen des Justizkanzlei-Direktors Carl Christian Friedrich Martini (1794–1857) und dessen Frau Charlotte, geb. Volquartz geboren. Carl Martini war sein Bruder. Er wuchs in Rostock auf und studierte Medizin an der dortigen Universität. Zu seinen akademischen Lehrern gehörten Carl Bergmann, Gustav Simon und Theodor Thierfelder. Im Anschluss an eine Studienreise nach Prag, Wien und Berlin übernahm er im Februar 1869 eine Stelle als Assistenzarzt an der chirurgischen Abteilung am Krankenhaus St. Georg. Im Herbst 1871 verließ er die Klinik und ließ sich zunächst in Hamburg nieder. 1876 übernahm er die stellvertretende Klinikleitung, ein Jahr später im November das Direktorium der chirurgischen Klinik am Krankenhaus St. Georg. Er verstarb 1880 im Alter von nur 36 Jahren an einer Sepsis, die er infolge einer bei einer Obduktion erlittenen Verletzung entwickelt hatte.

## Ehrung
Auf dem Friedhof von St. Jacobi errichtete man ihm ein Grabmal. Zum Gedenken an Erich Martini wurde 1880 von Freunden, Kollegen und Patienten die Dr.-Martini-Stiftung gegründet, die seit 1883 alljährlich den Dr.-Martini-Preis zur Förderung des wissenschaftlichen Nachwuchses verleiht.
Auf dem Ohlsdorfer Friedhof wird auf der Sammelgrabmalplatte Allg. Krankenhaus St. Georg des Althamburgischen Gedächtnisfriedhofs unter anderen an Erich Karl Wilhelm Georg Martini erinnert.
Die Martinistraße in Hamburg-Eppendorf ist nach Erich Martini benannt. In dieser Straße befindet sich das Universitätsklinikum Hamburg-Eppendorf.